# Liu Ling (poeta)
Liu Ling (221 - 300 d. C.) fue un poeta y erudito chino. Poca información sobrevive sobre su origen familiar, aunque  es descrito en las fuentes históricas como bajo y poco atractivo, con un aspecto disipado.

## Nombre

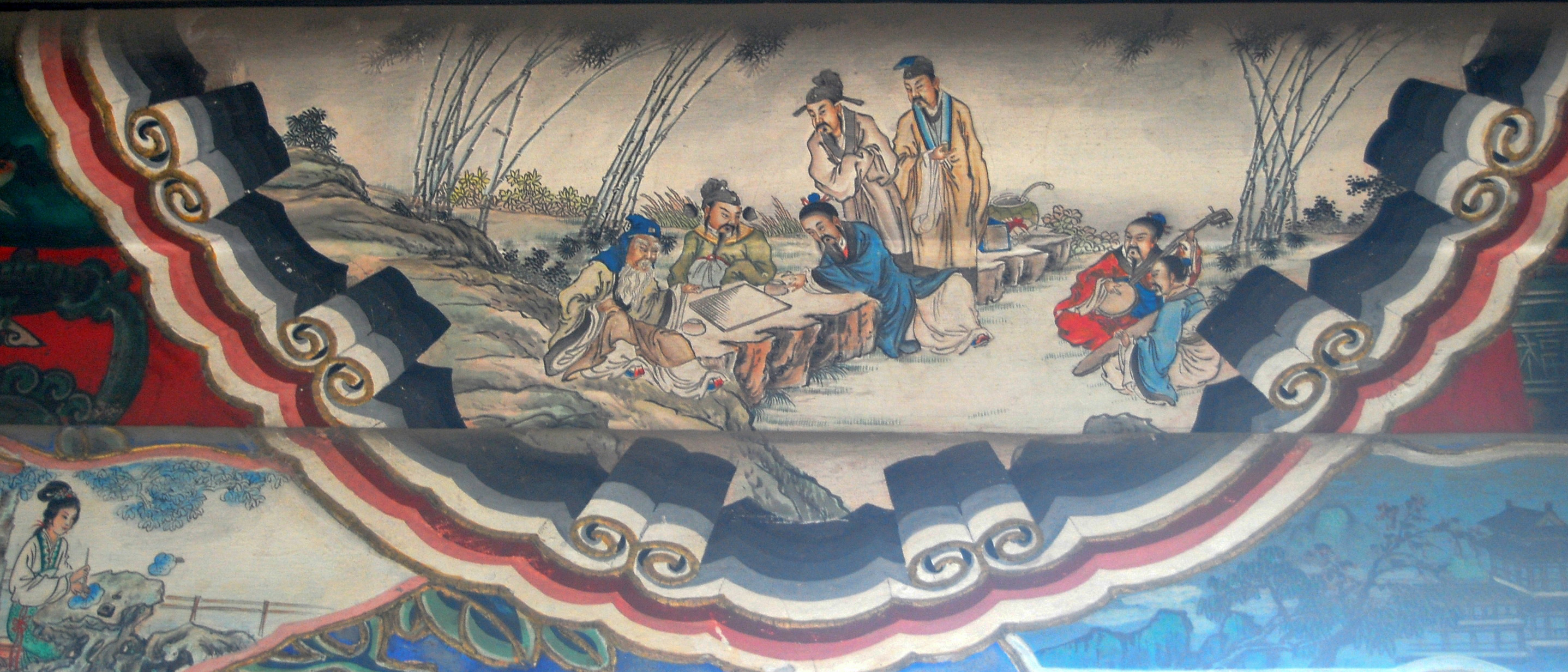
Los Siete Sabios del Bosque de Bambú representados en el Gran Corredor del Palacio de Verano de Pekín, uno de ellos Liu Ling.

Liu Ling  es habitualmente incorrectamente escrito como "劉靈".

## De fondo
Liu Ling nació en el estado de Pei durante la dinastía Jin Occidental (266–316), actualmente la provincia de Suzhou en Anhui.

## Los siete sabios del bosque de bambú
Uno de Los siete sabios del bosque de bambú, Liu Ling  era un taoísta que se retiró al campo para perseguir una existencia espontánea y natural que habría sido imposible bajo las estrictas restricciones de la corte imperial.

## Personalidad y vida
Popularmente considerado como un excéntrico, era conocido su amor al alcohol. Las representaciones más antiguas de él, en tumbas en Nankín, le muestran bebiendo vino de una calabaza, y su obra más famosa es un poema titulado "En elogio de la virtud del vino".
Un cuento popular muy citado sobre Liu Ling reclama que era seguido en todo momento por un criado que sujetaba una botella de vino y una pala, igualmente preparado para ofrecerle vino enseguida o enterrarle si caía muerto. Otra cita su costumbre de andar desnudo por su casa, explicando a los sorprendidos visitantes que consideraba el universo entero su casa y sus habitaciones su ropa, y entonces les preguntaba por qué habían entrado en sus pantalones: " Veo la tierra y los cielos como mi casa, y esta habitación como mis pantalones. Qué están haciendo, señores, en mis pantalones?" 
Liu Ling y sus creencias sobre la bebida se analizan en la novela autobiográfica de Jack London John Barleycorn.

## Literatura
- Ulrich Holbein: Unheilige Narren. 22 Lebensbilder. Marix Verlag, Wiesbaden 2012. S.42-43 (alemán)